# 劉亞仁
嚴弘植（韓語：엄홍식，1986年10月6日—），艺名劉亞仁（韓語：유아인），韓國男演員。2014年，劉亞仁憑藉僅播出十集的《密會》入圍第50屆百想藝術大獎男子最優秀演技獎，提名視帝。2015年，在第36屆青龍獎中憑電影《逆倫王朝》榮獲最佳男演員，成為韓國史上第二年輕的青龍影帝。2016年，憑藉電視劇《六龍飛天》李芳遠一角，一舉拿下第52屆百想藝術大獎的男子最優秀演技賞，成為視帝。2018年，參與李滄東導演的作品《燃燒烈愛》入圍第71屆坎城影展競賽片，且於Screen Dialy中創下3.8的好評，成為史上最高分的紀錄，並獲頒費比西國際影評人獎。2021年，主演的電影《收屍人》獲得第41届韩国青龍電影獎最佳男演員獎和第57屆百想藝術大獎男子最優秀演技獎，榮獲雙影帝的殊榮，同時也奪下亞洲電影大獎影帝殊榮。2023年2月8日，遭警方調查使用多達4種毒品分別有可卡因、K粉、大麻、牛奶針等，目前尚未判刑定讞。2023年10月19日，遭檢方以違反毒品管理法、吸食與教唆吸食大麻、教唆湮滅證據、違反詐欺等罪嫌起訴。 2024年9月3日，首尔中央地方法院一审判处刘亚仁有期徒刑一年，罚金200万韩元，被当庭逮捕。

## 早期生活
本名嚴弘植，出生於大邱廣域市。有兩位姊姊，是家中老么。
在大邱慶北藝術高中西洋畫系就讀一年級時，於校門口被當時的經紀公司發現並詢問是否有意願到首爾發展。當時父母強烈反對，且劉亞仁對獨自前往首爾表示的確有些勉強。經再三思量後，最終轉學到首爾美術高中，不過隨後決定自主退學。2011年《格鬥少年菀得》上映時，電影的題材存在師徒關係，經常會被問到學生時期與退學的問題。劉亞仁在採訪中表示當時對於學校在自己人生的意義以及老師的存在感到困惑，席捲而來的壓力才演變成自主退學。
初到首爾時，曾短暫與經紀人同住，也在公司宿舍生活。由於退學的緣故，少了認識同儕的機會，因而度過一段孤獨的時期。且初期因為對於經濟掌控不熟悉，遇上了許多困難，即使如此劉亞仁仍堅持自己解決一切問題，努力不倚靠父母。後期訪問時，劉亞仁說回想起來當時的獨立態度塑造如今的他，在人生中也是極為寶貴的經歷。
一開始對成為演員或者演技方面並沒有想法，反而是抱著成為藝人的心態準備出道。起初曾接受過聲樂相關訓練，最終因未具備相關才能的評價，繼而放棄這條路。

## 演藝經歷

### 2003年-2005年
由於年少時期便出道，加上本名給人的印象過於成熟，於是當時的經紀公司羅列眾多相符當時年紀的藝名讓劉亞仁親自選擇，在這之中因為認為“劉亞仁”這個名字是語感最好也最有感覺的唯一一個，因此作為正式出道的藝名。不過在演藝圈之外的其他活動，劉亞仁仍選擇以本名“嚴弘植”出席。
2003年以藝名劉亞仁透過拉麵廣告出道。同年參加了《玉琳的成長日記》的試鏡，以淘汰賽進行的選秀中，最終收到出演通知。劇中角色名字使用了自己的藝名，且飾演玉琳男朋友並學習美術專業的高中生，充分反映出劉亞仁真實生活的面向。該劇從2004年1月播映至2005年2月，因為有著精通各項藝術才能的角色設定，加上自己本身略為成熟的性格所散發的魅力，當時在青少年間掀起一陣熱潮。憑藉熱烈的人氣反應，於2004年8月15日舉辦人生第一場見面會。
2004年在KBS《四月之吻》中飾演“江在碩”的童年時期，是有著純樸氣息的鄉村少年；在KBS的《世恩與秀和》裡飾演“李民錫”一角。接著也拍攝了平面及電視廣告，做為新人時期漸漸地積累了知名度。
結束了《玉琳的成長日記》後，劉亞仁回到大邱並暫時停止了演藝活動轉而進入空白期。「我想在聚光燈下變得淡然，盡可能地遠離它」由於出道以前只是單純有著成為藝人的憧憬，並沒有身為演員的覺悟。在一無所知的情況下，甚至自己都還沒有考慮清楚便開始了一年的演員生活。儘管起初認為歡呼與掌聲會帶來幸福感，但是無法確定這是否是自己想要的樣貌。面對突如其來的人氣，劉亞仁認為這一切並不踏實，對於自己是否能夠成為一位演員感到迷茫。經過長時間的思考並且徹底地審視自己的內心後，決定真正接受自己的表演，開始對表演充滿熱情。

### 2006年-2009年
2006年1月，开始了银幕处女作-独立电影《我们没有明天》的拍摄。电影的导演卢东石表述了当时选择刘亚仁的理由，他说当时在试镜时对刘亚仁关于电影中的角色作了提问，刘亚仁当时看了好一会窗外，只说出了一句「很悲伤吧」，他对当时刘亚仁说这句话的样子印象非常的深刻，所以选择了他。2007年5月在《我们没有明天》的媒体试映会上，刘亚仁对于这部作品：「如果我对演员这个职业的未来梦想过，规劃过的话，那么这部电影是在那个蓝图里必须要存在的」，表达了他本人对于这部作品的热爱。而且，在很多年以后的采访里，他还说明了这部作品赋予了他作为一个演员所固有的少年性，是一部像「第一个弓弦」的作品。
《我们没有明天》拍摄结束之后，接着就出演了电影《不喜歡的家》，饰演相信自己的前世是王的出格少年“沈容泰”。两部电影都是在2007年上映，刘亚仁作为新人演员备受好评，特别是凭借《我们没有明天》在第8届釜山电影评论家协会奖和第3届平泽Pierson电影节上获得了新人奖。刘亚仁说：「我在对演技的哲学还没形成的时候就开始拍电影了，通过这两部电影，在某种程度上抓住了方向，开始对演技的哲学进行了思考。」而且他还阐述了这两部他的早期作品的意义：「这之前茫然的站在镜头面前，要说它的好处的话，那就是可以对所谓的艺术这种体裁进行深刻的思考。」
2008年出演KBS月火剧《最強七迂》，第一次挑战史剧演技。在刺客“黑山”和贵族子弟“金赫”两个角色中来回转换，用不像他那个年纪的冷静很好的消化了一个沉重的角色，还得到了“完美刺客”的别称。同年11月，改编自日本漫画家吉永史的人气漫画的电影《西洋古董洋果子店》上映，刘亚仁在电影中饰演的是天才拳击手出身的蛋糕学徒生“杨基范”。刘亚仁表示为了这个角色，他增加了体重，并学习了拳击和烘焙。 通过这部作品，刘亚仁在第11届Director's CUT颁奖典礼上获得了年度男新人演技奖，跃升为忠武路的期待股。
2009年，在KBS的迷你剧《不能结婚的男人》里饰演在建筑事务所工作的“朴贤奎”，展现了活泼和健康的20代青年的形象。同年10月，和张娜拉一起出演的电影《天空与海洋》上映，刘亚仁在电影中饰演的是从小父母去世，变成孤儿自己谋生计的披萨派送员“振久”。

### 2010年-2013年
2010年5月，劉亞仁被選定為KBS的月火劇《成均館緋聞》裡的“桀驁 文在信”一角，獲得了爆發性的迴響。不過起初選角消息一出，由於當時劉亞仁柔弱的陰柔形象，讓許多喜愛原著的讀者們認為這與原著當中“桀驁”的陽剛性格並不相配，因此反對聲浪頻起。在自身形象的限制下存在著遺憾和矛盾，劉亞仁一邊透過運動進行身材管理，一邊深入探索角色當中的苦痛與掙扎以獲得共鳴。憑藉這樣的努力，劉亞仁洗刷了前期觀眾的疑慮，蛻變成符合角色期待的樣貌，得到了人氣，甚至掀起了“桀驁病”症候群。由於長期位於地方拍攝，所以當時劉亞仁對於這一現象並沒有實感。直到在全州鄉校的拍攝現場，湧入了熱烈的人潮，時間一長甚至到達難以拍攝的盛況，才真正有了對自己的作品感受到人氣的感覺。
一人分飾三角的劉亞仁，因為每一次的衣著、髮型與拍攝場景的不同，成為現場最奔波的人。花費許多精神在人物設定上，就連無精打采的樣子都成為一種個性的展現，連脫衣服的程度都經過多方考慮。劉亞仁說「即使如此，能夠讓大家看到自己擁有的不同面貌，是一件非常開心的事情。感覺像是獲得了一次階段性的成長，變得更加成熟。」不管是象徵野馬意義的桀驁，還是作為批判政治的紅璧書，或者角色的根本文在信，劉亞仁對他們都有各自的觀點與喜愛。比如比起言語會更先掄起拳頭，有著強硬氣息的桀驁，完全是血氣方剛的少年，站在女人面前時卻會止不住打嗝，甚至後期對於金允植不求回應的愛護跟體諒，都讓人看見截然不同的桀驁。
「我不覺得自己是透過桀驁變身為一匹野馬，反而覺得與過去所飾演的相較溫柔的角色沒有太大的差別，因為桀驁以後也會有這樣的呈現，當然除了因為大物的關係，也有因為外觀的改變而感覺有了巨大的變化。就算其他人覺得好笑，但其實在在信身上能夠找到的特質，在我的身上也能夠同時發現。相對來說，如果在畫面上感覺彆扭，正是因為我沒有這一面的關係。比如說因為發怒而突然大吼，或是在女人面前打嗝這些，對我來說演起來都覺得辛苦。因為是平常不會做的事，像是大吼的話，比起被說像是個男人，反而會被指責像是小孩子鬧脾氣。在女人面前打嗝也是一樣，事實上我是個對女人很粗魯的人。在劇中前期的打架、衝撞的畫面，像是怒罵或者把頭掖在腋下欺負對方，我都是毫不留情地在演，因為在信必須像是個男人似地、毫不知情地對待允植。」
以飛簷走壁來躲避官兵追捕的洪璧書一角，為此總是帶著傷生活的劉亞仁，「曾經有被刀砍到而手部發腫，幸運的是不到需要救護的狀況，也有在屋頂奔跑卻扭到腳的經驗，或者遍佈全身的破皮與瘀青。包括像是打鬥場面這類讓人無法入眠的拍攝，說不辛苦是騙人的。但是連續劇真的太有趣了，所以我根本是瘋了似地投入其中。一定要飾演桀驁的想法，強烈地浮現在腦中，雖然是常見的角色形象，但也因此我想要把他演得更有趣，擺脫典型的刻板印象，演出只屬於我的風格。起初我覺得非得要跟原著有所不同才行。如果原著中描寫是一個比較聽話、像小孩子的在信，那在戲劇的呈現上，我就要讓他變得再成熟一些，因此經過長時間的揣摩跟討論。基於這樣的想法，在政治這一層面，好像可以更深刻地傳達在信心中的不平，也更能夠展現出在信心裡的無奈跟忍無可忍的情感。」
劉亞仁說自己最喜歡的是在信解放束縛後的樣子，「他那沒有收斂、每分每秒都讓人覺得毫不在意的空洞眼神，還有他毫無顧忌、有話直說的生活方式都讓我非常喜歡。在現實生活中，自己沒有辦法做到的地方，透過在信可以代替我對社會發聲。雖然可能有人會指責在信只會提出問題，卻不會思考解決辦法，但是發出聲音這件事對我而言就已經非常滿足了。」
對於能夠飾演桀驁一角充滿感謝的劉亞仁表示「每當我說出自己出道八年的時候，都會覺得丟臉又害怕。身邊也有很多人覺得可惜，即便如此，我也還是很滿足地走到這裡。雖然看起來很傲慢，但我覺得為了要在此刻展現些什麼，我累積了一段讓我不會去羨慕別人的職業生涯。如果多聽經紀人的話，那可能可以多賺一點錢、更快地累積人氣，然而我選擇拋棄了這一部分，只照著我的想法去選擇作品，感覺也許是這樣，所以才能夠遇見桀驁。」
2011年，电影《格鬥少年菀得》里饰演因为不幸的家庭环境，想要躲在世界的阴影里生活的“都菀得”。 刘亚仁为了电影中的角色进行了高强度的泰式拳击训练，想要表现出训练的设定，每天拍摄时都在脸上化黑黑的妆。在9月27日的媒体试映会上，他说10代时独自来到首尔后又自行退学，出道之后又回到家乡度过了彷徨的时期等。 刘亚仁通过这部电影，得到了与前辈金允石配合的天衣无缝等演技上的好评，动员了500万以上的观众，也享受到了快乐。而且，在2012年的第3届韩国年度电影奖上荣获了年度发现奖，跃升为20代受瞩目的男演员。
2012年出演SBS的月火剧《时尚王》。《时尚王》描写了投身于时尚界的年轻男女的欲望和爱情，虽然得到了很好的刻画了青春里的不安心理的评价，但是比起初期给予的期待和演员们出色的演技，也到了无法在人物和故事情节里找到共鸣的评价。刘亚仁饰演的“姜英杰”是个充满了成功欲望的人物，为了实现自己的目标甚至要展现出负面的一面，但是刘亚仁反而却认为，正是因为不是个帅气的人物，所以「新鲜，有趣」，而且他还认为，这是个摆脱了一般观众幻想的，是个现实性的人物，他说因为这个角色毫无隐藏的展现出了世俗的欲望，所以对这个角色有着喜爱之情。

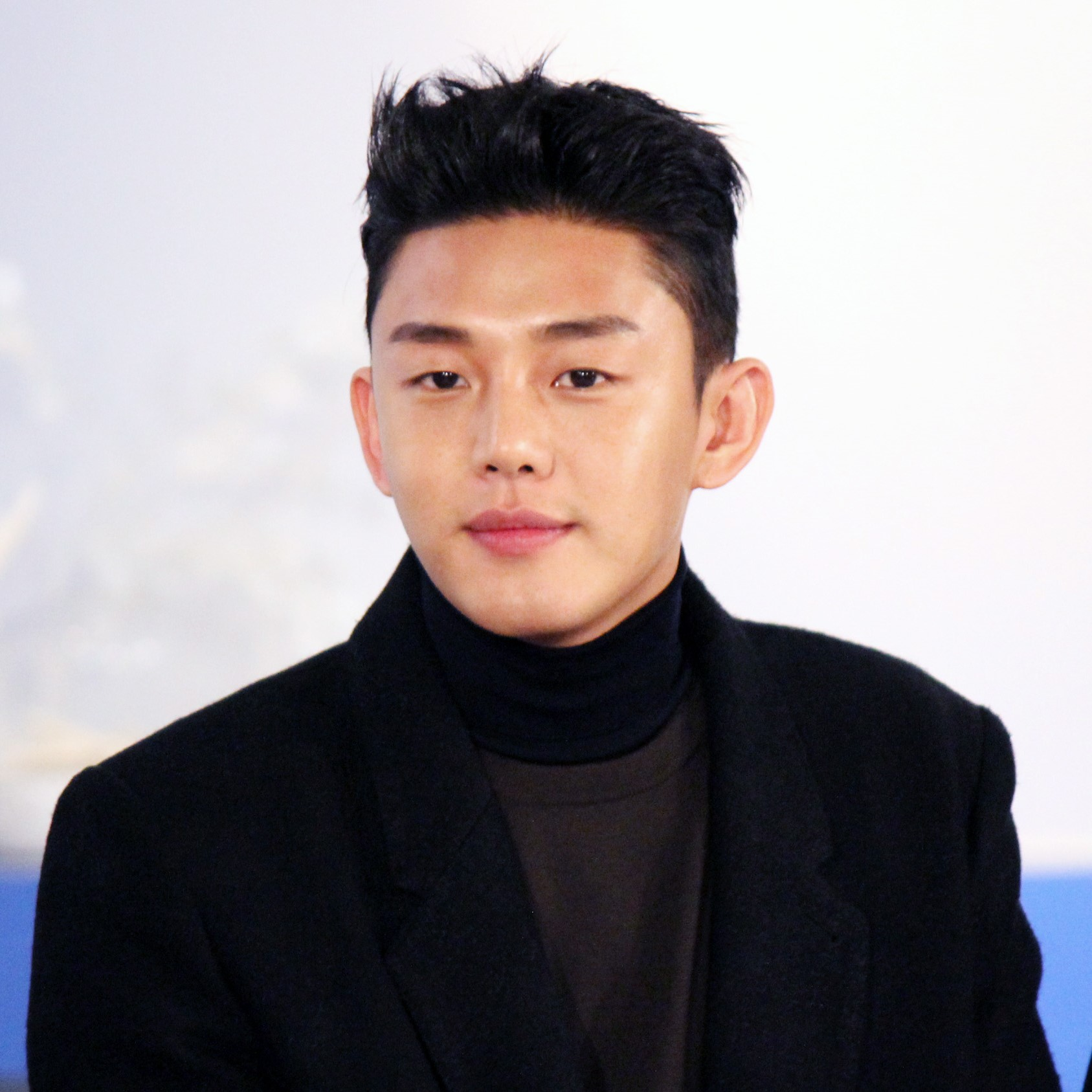
2013年10月5日於釜山國際電影節

2013年出演SBS的月火剧《张玉贞，为爱而生》，饰演“肃宗”。在剧中，刘亚仁所表现的肃宗即是一个梦想着绝对权力的君主，也是一个在自己爱的女人面前无比温柔的男人。得到了不缺乏气场又很好的表现出了拥有孤独宿命的王的样子的评价。
在同年上映的电影《鋼鐵心靈》里，刘亚仁饰演的“強哲”，即是一个在艰难的现实里也默默的活下去的青春，也是为了妈妈可以献身的儿子。刘亚仁在电影里也展示了高强度的动作戏。刘亚仁说，虽然一开始因为和《格鬥少年菀得》的题目相似，不想去看这个剧本，但是后来认为能更深层次的将人物的内在表现出来，而且单纯的想给妈妈看到的心很强烈所以选择了《强哲》。 刘亚仁得到了这样的评价：‘刘亚仁会选择那些能展现出自身色彩的作品或者角色，和同龄演员比起来，他在走着特立独行的步伐。’

### 2014年-2016年
在演员郑有美的推荐下，刘亚仁参与到了动画片《衛星女孩和乳牛》当中，给片中的“高景天”配音。这是部在非常艰难的环境里制作的动画片，但是刘亚仁还是参与到了其中，而且两位演员几乎是零酬劳，所以张亨允导演对两位演员很感谢。
2014年3月上映的电影《优雅的谎言》里以“秋尚博”一角惊喜出演，给观众们制造出了笑料。
刘亚仁当时还在美国时，接到了金喜爱的电话，提议他出演JTBC的电视剧《密会》。当时是已经定好要出演电影《辣手警探》的状况，刘亚仁在得到了柳承菀导演和制作公司的谅解后出演的《密会》。为了天才钢琴家“李善宰”这个角色，刘亚仁看了钢琴家们的视频，将曲子的速度和键盘的位置都背了下来，拍摄时都是真实的在键盘上弹奏。 《密会》的作品性得到了认证，话题性很高，在当时创造了很高的收视率。刘亚仁当时得到了‘展现了细腻的演技，用纯真使观众们被吸引’的好评，特别是在钢琴的演奏上，也得到了从事古典音乐的工作人员们的认证。安畔锡导演对刘亚仁是这样评价的：「他不是只凭感觉在演戏，而是理性的控制着感情去表演，在他那个年纪里，是个天生的演员。」刘亚仁表示，通过《密会》能将艺术性的面貌具体化的表现出来，所以感到很满足。
从2014年3月开始，同时进行《密会》的后期和《辣手警探》的前期拍摄。为了照顾到刘亚仁的行程，《辣手警探》的制作公司将刘亚仁的动作戏和一些比较艰难的场面放到了后期拍摄。柳承菀导演在2013年10月釜山国际电影节上见到刘亚仁时给他看了剧本，柳承菀导演害怕刘亚仁因为形象的问题拒绝，所以故意将剧本里的反面角色修改成了一个有着隐衷的反派角色，然后给刘亚仁看了剧本。但是刘亚仁说想演没有任何隐衷的、单纯的只是个坏家伙的反派，于是柳承菀导演就完全的邀请了刘亚仁的加入。刘亚仁为了财阀3世这个角色增加了体重，还亲自对电影中的着装拿主意，在拍摄的过程中，肩部的肌肉也断裂过。因为是出道以来第一次出演反派，所以引起了很大的关注，得到了‘将自己本身特有的少年性转换到了目中无人的财阀3世这个角色上’的演技好评。而且在8月29日，《辣手警探》突破了千万票房，得到了“千万演员”的称号。
接着在9月16日上映的电影《思悼》里饰演在米柜里结束生命的“思悼世子”。在拍摄的过程中，头部因为被碰破负过伤。刘亚仁对于能出演《思悼》这样说过：「感到非常的荣幸，年轻的演员能遇到好的角色是很不容易的，因此能有这么幸运的瞬间来到，让我演绎这么有深度的感情，真是很幸福。」再加上思悼世子这个角色就像是他作为演员以来，所刻画的不安的青春和叛逆儿等的一个「集中体」，所以说成是「我准备了12年」也不过分，「这就像是我一直一点点求索过来的，是我走过的路的一个顶峰一样」他对这个角色如是说明到。在这部电影里，刘亚仁表现了因为宿命而变成了狂人的世子的感情，在一起合作的演员宋康昊和导演李俊益都说过，他是警惕着技术性的演技，坦诚的表现着本性来表演。

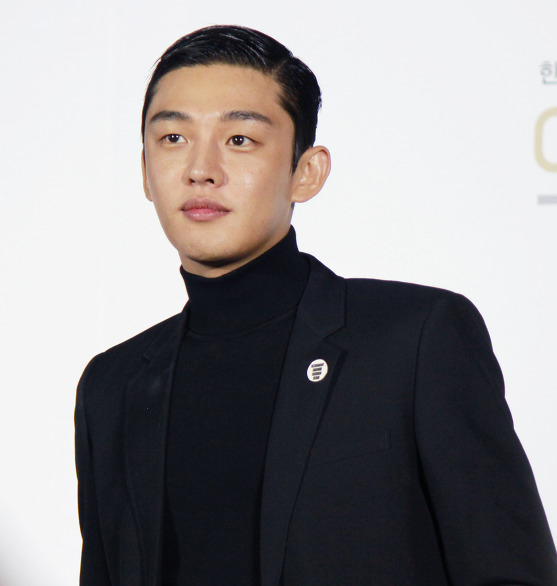
2015年10月3日於釜山國際電影節

刘亚仁因为《辣手警探》和《思悼》的接连高票房和演技上的备受好评，成为了2015年的“大势演员”，刘亚仁被称作是正处于“亚仁时代”。特别是，凭借《思悼》他在第36届青龙电影节上荣获了他人生当中第一个最佳男主演奖，在韩国盖洛普的调查里，他被选定为了闪耀2015年的电影演员第一名。 刘亚仁对于一开始的《密会》还有接下来的《辣手警探》、《思悼》的选择是这样说的：
「以前从来没有给大家看到有冲击性的模样，对于这一点好像一直强迫着自己要做到一样。不是像我的同龄演员们给大家展示出的那样，而是还想将鲜明清楚的我展示在大家面前。那好像就是以《密会》为开始，然后接着选择了《辣手警探》，《思悼》，如果没有《密会》的话，《辣手警探》的成功和《思悼》的评价也不一定会使我感到那么幸福。《密会》里展示了我所坚持到现在的风格和演到如今的演技，因为这部作品的存在，我才会没有负担的去演了那两部个性强烈的电影。所以《密会》对于我来说是一部很特别的作品。」
从2015年7月到10月拍摄了电影《按讚情人》，在2016年2月17日上映的这部电影里刘亚仁饰演的是不懂事，没有礼貌的韩流明星，出道以来第一次挑战浪漫爱情类型的题材作品。在同年8月开始进入到SBS的创社企划剧《六龙飞天》的拍摄当中。描绘了朝鲜王朝建国故事的《六龙飞天》，从10月5日的首播开始到2016年3月22日的终映为止，一直在同时段的电视剧当中保持着收视率第一的位置，备受观众们喜爱，50集的大长征就这样谢下了华丽的帷幕。在这部电视剧当中，饰演“李芳远”的刘亚仁得到了这样的评价：‘在如此长的作品当中，完美的消化了人物的多样感情和变化，使自己得到了进一步的成长；将大众曾经很熟悉的人物，通过饶有趣味的变奏，诞生出了50集电视剧的中心角色；尤其，从纯真和热血的青春模样到成为孤独的权力者的模样，刘亚仁将角色的人生非常立体的刻画了出来，提高了观众们观剧的投入度。’ 2016年, 凭借SBS电视剧《六龙飞天》获得第52届百想艺术大赏TV部门男子最优秀演技奖。 刘亚仁发表获奖感言时说：「《六龙飞天》是我非常骄傲的一部作品，像这样在一部作品里刻画着我自己很多的变化和成长，让我感受到：原来这些我也可以目击到啊, 因为这部50集的《六龙飞天》，我感受到了这些神奇的感觉。」

### 2017年-2018年
2017年4月5日TvN電視劇《芝加哥打字機》舉行製作發表會。在被問到出演的契機時，劉亞仁表示「一直就很想飾演作家的角色，而且不是一般作家，是像明星級別般那種少見的暢銷書作家，這種特別的角色設定吸引了我。又想到了優秀的團隊們，就覺得一定會創造出非常棒的作品吧，我就非常想參演。」在這次分飾兩角之下，面對提問如何準備這次出演角色的時候，劉亞仁說「我想從以往浪漫喜劇的既往慣性中跳脫出來，去展現一個全新的風貌，我是帶著這樣的心態去準備。也因為在內心世界裡跟世宙有很大部分的共感，因此藉由層層地理解，剖析，讓表演上獲得幫助。由於世宙的內心深層是很深邃的，無法知曉未來方向的，所以如何去演繹如此錯綜複雜的個性，就是我這次的任務。」平時就喜歡投身於寫作的劉亞仁認為自己「並不懂何謂好的文字，評判的標準是如此多樣化，唯一想做的就是透過自己的聲音說自己的故事，一直是這樣的認為著。而那可能是一張相片也可能是演技的表達，或者是電影、電視劇，甚至一篇文字，我是這麼想的，沒有限制地、自由地去生活著。」
劉亞仁在劇中的造型也掀起一陣討論，除了考量到時代背景之外，分飾兩角也必須具備更多的區別性。劉亞仁對此表示「在本次的造型中，自己正積極地參與。在大家眼中關於自己的其中一個面向可能是時尚或者穿搭，不過能夠在作品當中發揮出來並不是件容易的事。因此這次會有趣地去創作造型，也是一種逐步創造角色的概念。」透過造型活化對角色的構築，日後想起這部作品的同時，也會想起藝術。在此之前，劉亞仁已經參演過多部史劇，這次也遇到相同的題材會如何演繹是大家好奇的地方。劉亞仁這麼說道「過往的史劇作品多半來自歷史人物，從某種程度來說是採用了至今經典中的人物特色再去做變化。而這次有關時代感的束縛相對來說比較小，我想自由地、自然地去表現人物，是以這樣的概念出發，但會再稍微表現出一點層次，或者說再稍微地塑造一下。」

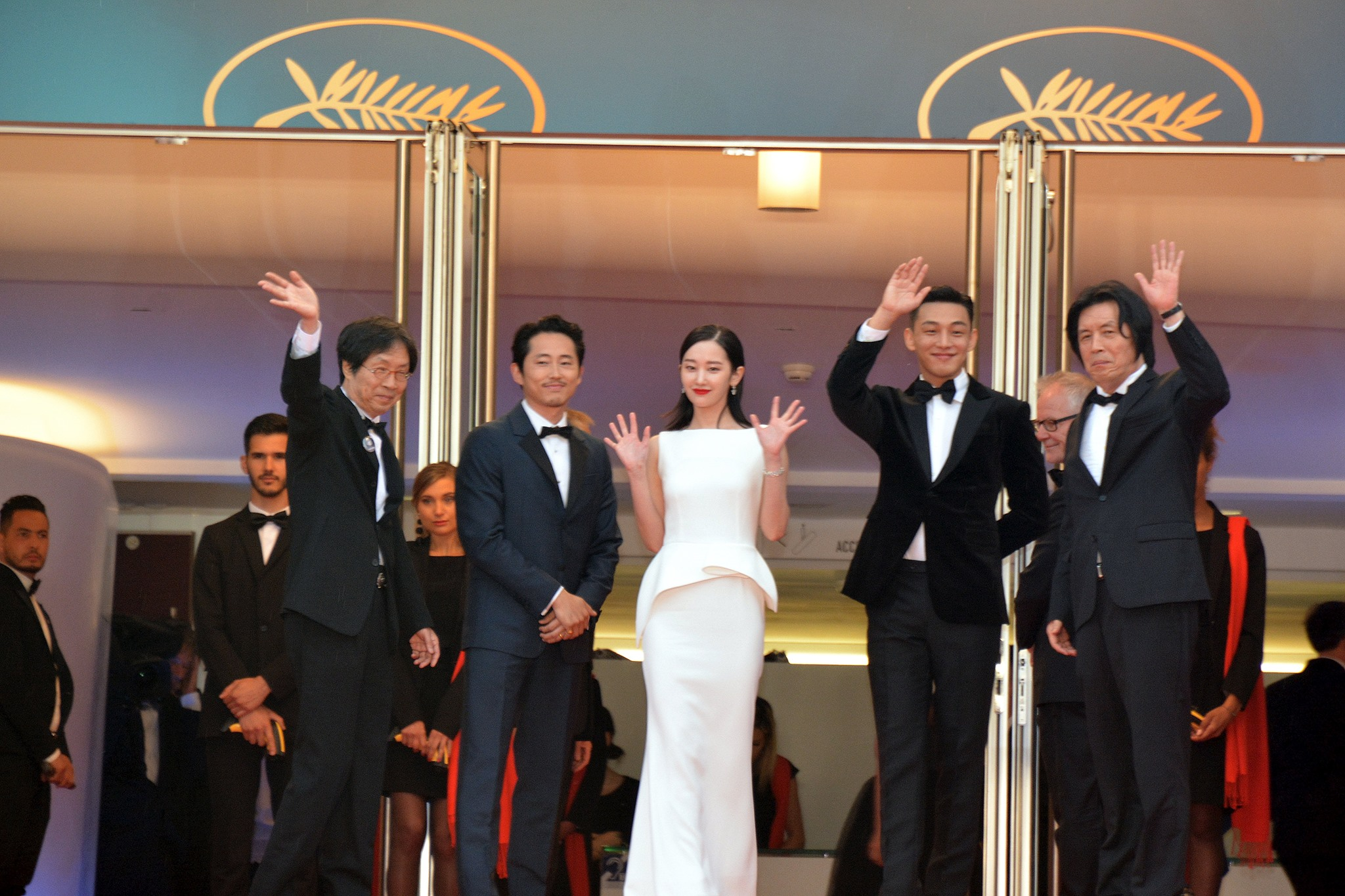
2018年5月16日於第71屆坎城影展

2017年9月11日於韓國坡州市開拍李滄東導演的新作《燃燒烈愛》，至2018年1月30日殺青，同年5月16日於第71屆坎城影展首映。
在劇組訪談中，劉亞仁談起此次合作「這次經驗對我來說真的非常特別。一直以為已經展現出足夠好的自己，拍攝結束後，綜觀各面向卻不禁感到羞愧，認為自己還能做的更好以及更深一層理解身為一個演員的意義。」。關於合作的原因，李凔東導演坦言當時選角時，認為能夠傳達極端的細微差別與敏感度，除了劉亞仁不作他想。由於劉亞仁過往詮釋過許多需要強烈情感表達的角色，然而此次人物設定「什麼也不用做」，意即從未表現出絲毫積極行動或者明顯的流露情感，卻仍需要精準投射角色獨有的特質給觀眾。像這樣相對內斂的形態也是觀眾初次見到，因此更加深了合作意願。劉亞仁補充道，在這次作品出現前，就有了想一起工作的想法。歷時五個月的拍攝期間，感受到導演提供演員一個獨立自主思考的時間與空間，對於整個合作過程認為是一種相互回饋，是獨一無二的經驗。
此外，多有對手戲的演員全鍾淑也對劉亞仁表示讚賞，不僅很照顧拍片現場人員，性格上的細心與寬容大度也令人印象深刻。同時對於演技上的專業程度不由自主地感到尊敬，許多時候不需要說話就能讓人產生共鳴，時刻都能自然地渲染氛圍。認為劉亞仁在建構角色方面有很強的理解力，就像是任何的角色並不是虛構，而是真實存在這個世界。
關於片中所出現的大膽鏡頭，劉亞仁說道電影所展現的畫面，絕對不單只是角色在彰顯個人欲望，另外一種面向是證明自己存在著的行為。因為是一部不同觀眾之間可能產生不一樣結局的作品，所以在上映之前會克制對作品的說明，好讓觀眾能夠更加自由地去體會。而當中所蘊藏的象徵和意義，希望大家各自舒服地照著感覺走，自然地接受導演所賦予的畫面。能夠與作品一同生活是最重要的事情，演員的工作也許是讓他人盡可能地與自己產生共鳴，像是那些我所感受到的感動。儘管沒有人需要勉強承擔責任，漸漸地卻產生了責任感，為此想要更深入探索並保持自己的狀態。

### 2019年-2020年

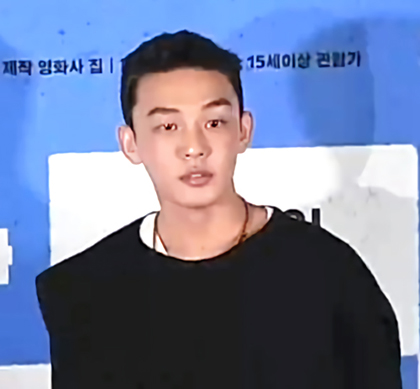
2020年6月15日於《#活著》媒體試映會

2019年下半年開始投入拍攝《#活著》，是改編自好萊塢編劇Matt Naylor的劇本。劉亞仁說吸引自己接受出演的最大原因是片中初始近五十分鐘的獨角戲，向來喜愛即興表演的劉亞仁，藉此機會能夠毫無拘束地恣意發揮。不同於過去需要刻意塑造出強烈的人物性格，劉亞仁笑稱這是從影以來最舒適的角色。儘管如此，在片中所展現日常生活的部分，也仍然做出了努力，包含在每一個環節中所製造的一些亮點或者稍微搞笑的畫面。故事主軸是關於生而為人的求生意志，在平凡無奇的日常裡，面對突如其來的變化，我們會做出什麼樣的選擇，習慣於身邊的人事物到底是什麼樣的存在。
故事的場景設定是兩棟相鄰的公寓，因此大部分是兩位主演個別進行拍攝。拍攝自己部分的同時，也要思考對方的台詞，因此能夠聚在一起的時候自然地激起更多的討論，反而完整了彼此的角色。在發佈會上，劉亞仁表示原本對於承接自己浮誇激動的演技之後的角色進入，曾經有過能否自然融入的擔憂，而在看了朴信惠的第一段演出後，確實地感到心安，畫面上兩者形成強烈的對比，卻意外地達成了平衡。人物設定上，劉亞仁所飾演的“吳俊宇”的性格是熱情、怯懦，看似毫不關心周遭，事實上對於家人卻充滿依賴。因為意外事故的發生，面臨也許是自己生命中的最後一餐，為了在畫面能完整呈現讓人看了也覺得好吃的想法，劉亞仁私下透過搜尋吃播進行研究。而主要情感戲則主要來自對於親情的想念，那份迫切跟自責經過內化自然流露在劉亞仁的演技中，是光看畫面不言語就能輕易感受到的深刻。
在發佈會上，劉亞仁說道「對於很多人來說，在這樣一個艱苦的時期，電影人們也處於低潮的現況，如果這部作品能夠讓大家緩解一點煩悶、感受到一點暢快，在電影裡帶來的那些，大家能如實真切感受到的話就好了，我是這麼想的。」同為主演的朴信惠說道「原來自己身邊所愛的人及愛我的人是這麼樣地溫暖，看著劉亞仁的表情讓我感受到了這些，希望大家也能夠和我同樣地在心裡獲得安慰。」
2020年6月帶著新作《#活著》出演了《我獨自生活》的劉亞仁，當時消息一出轉瞬引起了討論，因為相對來說帶有神秘主義的他，此次是近七年來再次於綜藝節目露出，而該節目原本也就深受劉亞仁的喜愛，表示是自己少數會靜心觀看的節目。出演的契機是原本認為作為演員的自己就要專心致志地在演員的道路上演出，不過時間一長，這樣的想法開始轉變，認為私下的自己也是身為劉亞仁的一面，可以呈現出自己真實的面貌也很好。節目當中透露出劉亞仁對於自己日常的健康管理與精神訓練，展現出了對於身為演員的敬業精神和責任感。平時就喜歡自己下廚的劉亞仁，從採買到料理全都一手包辦，身邊的朋友不時就會受邀到家中一飽口福。私下隨和、慵懶的模樣，讓大家一改平時對於作為演員劉亞仁的形象。
事後的訪談中，劉亞仁說道，「認為自己必須更加謹慎，是源於節目所帶來的影響力。倘若對於出演內容沒有責任感，可能會演變成一件危險的事，因為自己的作為並非全然正確，卻因而引起效仿的話，一不小心就可能引發災難。由於自己並沒有太多的綜藝經驗，想著只要盡所能地呈現真實日常的樣子，所以決定嘗試看看，始料未及的是卻造成了許多話題。雖然現在有著奇怪的風氣，好像登上了及時搜尋榜就獲得了什麼一樣，不過在受到大眾關注的同時，演員也是有一定程度影響力的人，以此為出發點的話，就必須更加慎重地處理。在自己嘗試了從來沒做過的事情以後，也見識到了不同一般的影響力，並非作為演員呈現在螢光幕上的角色，因此時常思考自己必須為大眾負責一類略為沈重的想法。」不過劉亞仁也表示出演這樣的節目非常有趣，如果有機會的話，還是有出演意願。「也有納悶過大家有這麼好奇自己嗎？不過如果能夠吸引大家的目光，因此活絡整個大環境的話也是一件好事。」

### 2021年
7月，憑藉《收屍人》獲得第26屆Cine21電影獎年度最佳男演員，第41屆青龍電影獎最佳男主角，第57屆百想藝術大獎男子最優秀演技獎，第25屆Fantasia國際電影節最佳男演員獎，第30屆釜日電影獎最佳男主角，第15屆亞洲電影大獎最佳男主角。

### 2022年
在2022年8月26日全球上線的Netflix原創韓國犯罪喜劇動作片《極速首爾》中飾演朴動昱。

## 日常生活

### 藝術活動
刘亚仁即是他所创作的Artist Group— Studio Concrete的共同代表，也是StudioConcrete的创意总监。工作室坐落于汉南洞，里面是由画廊，咖啡馆和画室等组成，是一个开放型的创作工作室。工作室的活动内容有独立的艺术创作、与营利企业的合作以及非营利的社会公益事业等，多样的企划工作同时进行。
创立Artist Group的初衷是，刘亚仁向朋友们提议：「用那些既有意思又是你们擅长的东西来获得收益，还能做有意义的事情，你们就不想尝试一下吗？」就这样，工作室开始创立了。刘亚仁表示，他想给艺术家们创造一个能自由自在玩耍的游乐场，想让大众能够容易的享受到艺术家们的创作，想打破艺术与大众之间那道坚不可摧的壁垒。他认为以Group的形式凝聚在一起的话，总会做出什么来的，作为一个大众艺术家，他想帮助那些艺术家们，让他们有更多的崭露头角的机会，所以就推进了这个Group的创立。而且刘亚仁还构思了想通过艺术来回报社会的计划：「直接接受了我帮助的那些朋友们，又会对别人有所帮助的，我想制造这种积极的循环结构。」
StudioConcrete在2014年以品牌杂志《Tom Paper》的发行拉开了Group开始的序幕，刘亚仁是杂志的主编。2015年通过Handsome的MULTI SHOP Tom Greyhound，面市了“Series 1 to 10”系列T恤。工作室里进行着艺术家们的个人展和团体展，同时也制作了《Luckychouette》的Lookbook，各种这样的工作室活动正在进行中。
2019年11月11日11點11分Studio Concrete發布“1111”。劉亞仁透過現場直播形式對正在企劃的藝術實驗項目進行發表，他希望這個項目能夠為韓國的生活方式甚至價值體系，包括文化與藝術的世界展現新的範疇。呼應其創立Studio Concrete的目的即是為了擴展創作者們之間的網絡，在創建藝術活動和普及藝術的同時能夠相互交流，達到藝術大眾化。現場直播時，劉亞仁提出「如何定義藝術？」，而最讓他心動的答案是「愛」。

### 文學創作
在自己的迷你小窝里上传自己亲自写的多数的诗和随笔。刘亚仁对于写文章是这样表述的「很有意思，是我不会感到腻烦的事情中的一个」，在时间很充裕的时候，几乎所有的时间都用在了写作上。尤其，虽然让他出版书籍的提议有过很多，但是他都郑重的拒绝了，不过他表示过，在以后的时间里，文字积累到一定程度时，会试着考虑一下的。而且他还说过，如果出书的话，想出版诗集。与此相关，在2016年，月刊《诗-See》里还介绍了刘亚仁的两首诗。
而且，连续两次寄稿杂志《Movie Week》，在专栏里发表了自己出演《格鬥少年菀得》的所感。 从2012年的10月到2013年的3月，这六个月期间，向杂志《Dazed&Confused》寄稿。 除此之外，刘亚仁现在还以Studio Concrete一员的身份，担任品牌杂志《Tom Paper》的主编。

### 公益活動
大韩生命和World Vision为了成立身体和精神健康的青少年奖，将青少年HappyFriends服务团作为其公益事业的一个环节来推进，2006年1月，委任刘亚仁为青少年Happy Friends服务团的形象宣传大使。同年2月23日，在江原道旌善地区，刘亚仁和200多名Happy Friends志愿者一起进行了煤炭派送志愿活动。2010年12月和粉丝俱乐部的会员们一起到论山市的圣母村进行了志愿活动。
2013年1月，在美丽财团发起的反对给保育机构的儿童制定的不平等伙食费活动--我反对孩子们不平等的餐盘，在此活动里刘亚仁捐赠了7700万韩元。至此，离着目标捐赠额还剩下1%，刘亚仁表述了当时的捐赠背景「剩下的金额希望会在3天之内由其他人的参与来将那100%全部完成」。之后，在其他人的参与下，达到了这次捐赠的目标金额，刘亚仁向美丽财团寄去的邮件全文也被公开了。
2014年1月，捐献了衣类品牌“Newkidz Nohant”的“Love City”系列T恤的收益金中的1亿韩元，与此同时通过美丽财团建立“Newkids刘亚仁基金”。通过“Newkids刘亚仁基金”募集到的善款被用于两个方面：一是支援儿童和青少年文化体验项目，二是支援在儿童保育机构生活或者退所后进入大学上学的孩子的学费和学习补助金。
在2014年8月，刘亚仁表明了自己对冰桶挑战的见解，同时声明向升日希望财团捐款。2015年5月，为了纪念儿童节，刘亚仁在自己的工作室举行了销售自己的收藏品的慈善义卖，最终善款是由义卖的全部收益再加上刘亚仁个人追加捐出的义卖金额的50%组成的。这些善款的50%被用作韩国儿童白血病财团的后援金，来支援患儿的手术费；剩下的50%被用在Studio Concrete建立儿童及青少年艺术教育支援事业上。 在2016年5月5日，以Studio Concrete的立场，再一次进行了售卖个人收藏品和设计师品牌淡季商品的慈善义卖。

### 軼聞

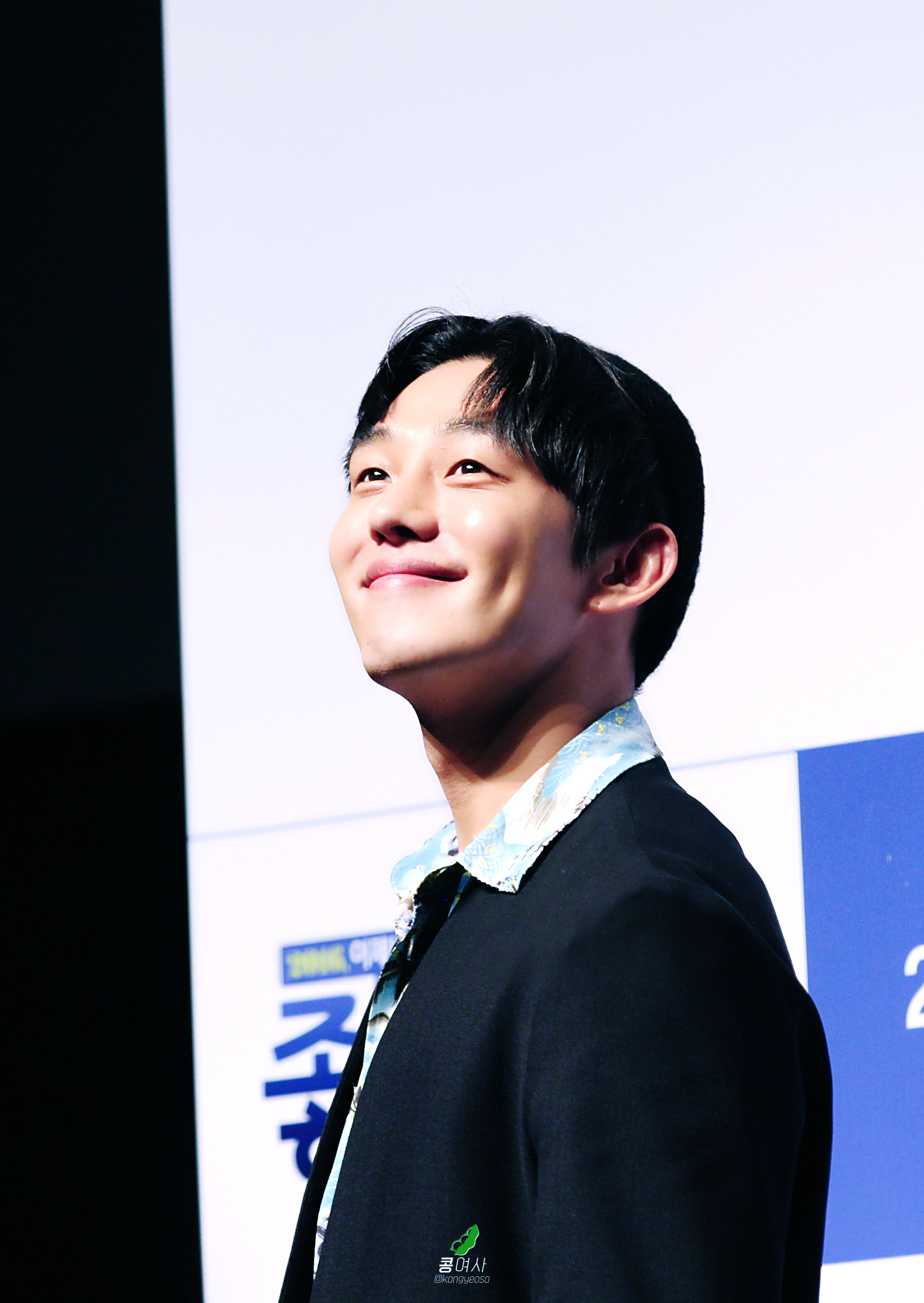
2016年2月26日於《按讚情人》舞台問候

- 2014年和设计师品牌Nohant合作，通过子品牌“Newkidz Nohant”制作了活用韩字和英文字母的“Love City”系列T恤，受到了广泛欢迎。
- 向來給人自信大方形象的劉亞仁，其實在沒有歸屬感的地方會感到特別緊張。尤其是歷年所經歷的各式頒獎場合，領獎的同時甚至會感覺彆扭，看著臺下的前輩們與觀眾的目光，同時想到自己的年紀以及自己許多的不足之處就會更不知所措，也曾經在典禮之前吃過定心丸以穩定表現。
- 由於想要慎重地完整表達自己的想法，在應答的當下時常會停頓下來進行思考，也因為近乎有問必答的採訪而成為記者們聚焦的對象。劉亞仁經常在社群網站發表自身想法，不乏會引來誤解，對於因而引起關注，劉亞仁表示儘管有被曲解原意的風險，也希望能善用自己的影響力去闡述自己認同的觀念，有部分的人可能誤解，同時也會有部分的人能夠理解。
- 刘亚仁表示他喜欢那种处于危境里的青春形象。他希望作品里的那些角色们不只是被安放在了各自不同的环境里，还希望这些角色们能和青春建立起关联，他说过「我想用我所具有的青春面孔，代言这个时代不是狂妄自大，但是自由奔放的青春们。」
- 他曾经表示过，即想成为一个有趣的演员，也想成为一个能给大众带来混乱感的演员。因为他认为，即使明明知道会从大众那里得到什么样的评价，还是要将有棱角的角落展现出来，或者是即使明明知道会感受到别扭，还是要试着去尝试新挑战，这些本身就是很有意思的。而且他说过「不想成为一个被限制在作品体裁里的演员」，「我想让大家认为我是一个十分有兴致的人」。在2016年的记者恳谈会上，他说道：「所谓演员这个职业好像就是在反复着制造（先入为主）的成见，然后打破这些成见的过程。」他说他一边在制造着那些偏见，同时也在重新地打破它们，他想给大家呈现出一个有趣味的演员形象。
- 劉亞仁於2017年2月16日發布聲明向大眾確切表明自己對於履行兵役義務有著堅定的意志，同時回應自身健康狀況及延期履行兵役義務的原因。劉亞仁於2013年拍攝電影《鋼鐵心靈》時，右肩遭受撕裂傷。隔年拍攝電影《辣手警探》的動作戲時，負傷部位復發且惡化。2015年劉亞仁進行MRI檢查受傷部位，診斷結果為右側肌肉SLAP損傷，並於同一側的關節處檢查出骨肉瘤。同年12月向兵務廳出示診斷證明書，得到七級判定，保留兵役等級。2016年5月的徵兵結果得到七級判定。2016年青龍電影節前兩天，劉亞仁左肩鎖骨骨折，為避免不必要的爭議，選擇隱瞞病情，並如期完成所有行程。年底12月15日複查再一次為七級判定。2017年3月15日接受了複檢，仍為七級判定。同年5月22日接受第五次身體健康檢查。6月27日經兵務廳公布，得到判定結果為免除兵役。
- 2017年4月5日《芝加哥打字機》舉辦發佈會過程，記者提及兵役及健康問題。劉亞仁表示「如同先前的聲明一樣，而右肩骨肉瘤為良性，由於是特殊的情況，其範圍有非正常的擴大，目前正持續觀察並同步進行治療。另外關於左鎖骨骨折，雖然尚未痊癒，但是並不影響日常生活，現況是避免身體劇烈活動」，「關於演戲或者服兵役會如何選擇，之前也看過許多類似的留言，但其實這絕對不是可以選擇的選擇題，也不會是憑藉個人的想法就隨心所欲去做的事情。這是一件由國家機關經過仔細審查後的決定」，「也有人提出似乎無視身體狀況卻持續進行工作的看法，事實上我也有將近一年的時間沒有拍攝新作品。可以說是從我個人成就的最高點開始到現在，不僅尚未能履行兵役義務，也沒有任何的作品，整整休息了一年。這一年當中，在我自己所能消化的範圍內，遇見了這部好作品，現在也正持續拍攝當中。在不給身體太大的負擔為前提，我會努力避免發生讓大家擔心的事情」。
- 劉亞仁擁有一手好廚藝，講究的他堅持料理中必須使用健康的調料及食材。對於人生不可或缺的三樣食物分別是辣炒年糕、雞腳、牛奶。因為對於健康管理的重視，除了自己下廚也會補充有益身體健康的營養品。喜歡傳統食物的他，也在綜藝節目中分享自己每去超市就必買爆米香。
- 獨自生活在獨棟建築的劉亞仁，透露自己經常在頂樓的休憩處進行思考。通常是自然地曝曬於陽光下，有時候想作品，有時候想文字，有時候也思考關於作為演員甚至是自我反省，一有想法便會紀錄在備忘錄裡。向來對文字極有興趣的劉亞仁也閱讀了大量的書籍，過去也曾經發表過自己創作的詩作。
- 在選擇作品時，重視劇本多於角色。劉亞仁也說道自己偏好歷史劇的題材，最為著名的人物屬《張玉貞，為愛而生》裡的李焞，是歷年詮釋的演員中最年輕的一位。他甚至曾經婉拒過出演高富帥的角色。

## 争议

### 吸毒事件
2023年2月8日，刘亚仁被爆出因涉嫌沾染异丙酚（牛奶針）、大麻、古柯鹼和K他命等毒品遭到警方調查，并得到經紀公司證實，劉亞仁要就此事接受藥物檢查及傳召聆訊，甚至被當局限制其出境權利。同年3月2日，根据首尔警察厅毒品犯罪调查小组的调查报告，刘亚仁尿液检测结果为大麻阳性，毛发检测结果为异丙酚、可卡因和氯胺酮阳性。3月28日，劉亞仁在Instagram發文道歉並間接承認所犯下的錯誤。4月11日，韩国警方证实刘亚仁过度服用成瘾性安眠药“佐沛眠”（Zolpidem）。6月9日，经警方调查刘亚仁就医记录后，涉案毒品种类增加至七种，包括“导眠静”（Midazolam）和“三氮二氮平”（Alprazolam，蝴蝶片）两种精神药物。10月19日，检方以刘亚仁违反毒品管理法、吸食与教唆吸食大麻、教唆销毁证据、违反诈欺等罪嫌提起诉讼。受涉毒事件影响，刘亚仁在Netflix剧集《末日愚者》中的戏份被删减，电影《终极对弈》和《HI.FIVE》的上映时间也被无限期推迟。原定由刘亚仁继续担任主演的Netflix剧集《地獄公使》系列续集《地獄公使2》，则由金圣喆接替出演。
2024年7月24日，首尔中央地方法院就刘亚仁吸毒案进行宣判前最后一次庭审。 9月3日，首尔中央地方法院以刘亚仁涉嫌于2020年9月至2022年3月在首尔多家医院以做美容手术麻醉为由先后181次注射丙泊酚，并于2021年5月至去年8月共44次冒名非法开领约1100片安眠药，他于2023年1月还涉嫌在美国吸食大麻，并教唆他人吸毒等罪名，一审判处刘亚仁有期徒刑一年，罚金200万韩元，被当庭逮捕。9月4日，首尔中央地方检察厅以刘亚仁习惯性吸食毒品、教唆销毁证据妨碍司法公正等犯罪情节严重而量刑过轻为由，对一审判决结果提出上诉。
2025年2月18日，首尔高庭二审判处刘亚仁有期徒刑1年，缓刑2年，并缴纳200万韩元罚款、154.8万韩元附加税，进行80小时社区服务和参加40小时戒毒治疗课程；刘亚仁在被羁押5个月后获释。首尔中央地方检察院因不满意减刑判决，已向法院提出上诉。

### 性侵事件
2024年7月14日，一名30歲韓國男子向警方對劉亞仁提出性侵告訴，全案調查中。9月19日，首尔龙山警察署对此案做出不移送检方的决定，理由是「罪证不足」，并且尚无重启调查的计划。当被问及是否将对该男子提出诬告的反诉时，刘亚仁的代表律师表示「目前没有计划」。

## 演出作品

### 電視劇
| 年份   | 電視臺  | 劇名                       | 角色           | 備註        |
| 2003年 | SBS     | 《認真生活》               | 男子2          | 閒角        |
| 2004年 | KBS     | 《玉琳的成長日記》         | 劉亞仁         | 從第8集演出 |
| 2004年 | KBS     | 《四月之吻》               | 姜在燮         | 少年時期    |
| 2005年 | KBS     | 《Drama City－世恩與秀和》 | 李民錫         | 獨幕劇      |
| 2008年 | KBS     | 《最強七迂》               | 黑山／金奕     |             |
| 2009年 | KBS     | 《不能結婚的男人》         | 朴賢奎         |             |
| 2010年 | KBS     | 《成均館緋聞》             | 文在信（桀驁） |             |
| 2012年 | SBS     | 《時尚王》                 | 姜英傑         |             |
| 2013年 | SBS     | 《張玉貞，為愛而生》       | 李焞           |             |
| 2014年 | JTBC    | 《密會》                   | 李善載         |             |
| 2014年 | KBS     | 《戀愛的發現》             | 工坊顧客       | 特別出演    |
| 2015年 | SBS     | 《六龍飛天》               | 李芳遠         |             |
| 2016年 | KBS     | 《太陽的後裔》             | 嚴弘植         | 特別出演    |
| 2017年 | tvN     | 《芝加哥打字機》           | 韓世宙／徐輝英 |             |
| 2021年 | Netflix | 《地獄公使》               | 鄭振秀         |             |
| 2024年 | Netflix | 《末日愚者》               | 河倫相         |             |

### 電影

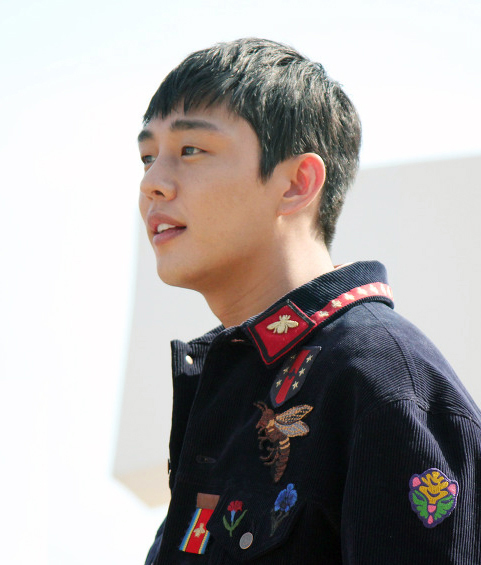
2015年10月3日於釜山國際電影節

| 年份   | 片名                        | 角色         | 備註                     |
| 2006年 | 《我們沒有明天》            | 全鐘大       |                          |
| 2007年 | 《不喜歡的家》              | 沈容泰       |                          |
| 2008年 | 《西洋古董洋果子店》        | 梁基範       |                          |
| 2009年 | 《天空與海洋》              | 振久         |                          |
| 2011年 | 《格鬥少年菀得》            | 都菀得       | 中：少年菀得             |
| 2013年 | 《鋼鐵心靈》                | 強哲         | 中：强哲                 |
| 2014年 | 《衛星女孩和乳牛》          | 高景天／乳牛 | 配音                     |
| 2014年 | 《優雅的謊言》              | 秋尚博       | 特別出演                 |
| 2015年 | 《老手》                    | 趙泰吾       |                          |
| 2015年 | 《逆倫王朝》                | 思悼世子     |                          |
| 2016年 | 《按讚情人》                | 盧振宇       | 中：请点赞               |
| 2018年 | 《燃燒烈愛》                | 李鍾秀       | 中：燃燒 /香港：燒失樂園 |
| 2018年 | 《分秒幣爭》                | 尹晶鶴       | 中：國家破產之日         |
| 2020年 | 《#活著》                   | 吳俊宇       |                          |
| 2020年 | 《收屍人》                  | 泰仁         | 中：无声                 |
| 2022年 | 《極速首爾》                | 朴動昱       |                          |
| 2025年 | 《终极对弈》                | 李昌鎬       |                          |
| 2025年 | 《異能5：死了一個超人以後》 | 基東         |                          |

### 其他藝術影像
| 年份   | 片名                                           | 備註                            |
| 2016年 | 《ㅎㅎㅎ》                                     | Art Film                        |
| 2016年 | 《CCRT Aerospace：第一集 Fragile：界限的彼端》 | 短片電影；策劃、製作            |
| 2018年 | 《The Interview》                              | 短片 仿紀錄片；策劃、製作       |
| 2018年 | 《Waiting Room》                               | 紐約時報的 〈Let's Dance〉 系列 |
| 2019年 | 《應用人生: 隔空投送》                         | 短片電影                        |
| 2020年 | 《Martin Margiela: In His Own Words》          | 紀錄片；金材昱執導、受邀採訪    |

### 音樂錄影帶
| 年份   | 歌手   | 曲名         |
| 2004年 | T.O    | 〈足跡〉     |
| 2012年 | BoA    | 〈Only One〉 |
| 2021年 | 新少年 | 〈自由〉     |

## 其他作品

### 時事教養
| 日期                   | 電視台 | 節目名稱             | 備註             |
| 2019年1月5日 - 3月23日 | KBS    | 《檮杌亞仁走向五方》 | 製作, 監督, 主持 |

### 綜藝節目
| 日期                   | 電視台 | 節目名稱           | 備註         |
| 2011年3月24日－4月14日 | Mnet   | 《Launch My Life》 | reality show |

### 旁白解說
| 日期           | 電視台 | 節目名稱                                | 備註       |
| 2014年12月26日 | KBS    | 《多文化20年 靑少年報告 - 想飛的菀得》  | 電視紀錄片 |
| 2017年6月10日  | KBS    | 《六月民主運動 30周年特輯 - 6月的故事》 | 電視紀錄片 |
| 2018年5月25日  | SBS    | 《希望TV - 敘利亞的目擊者》             | 電視紀錄片 |

## 獎項紀錄
| 年度 | 頒獎典禮                    | 獎項                        | 作品                 | 結果 |
| 2004 | 第3屆網民藝術大賞           | 電視劇部門 新人賞           | 《玉琳的成長日記》   | 提名 |
| 2007 | 第8屆釜山電影評論家協會獎   | 新人男演員                  | 《我們沒有明天》     | 獲獎 |
| 2007 | 第3屆Pierson青年電影節      | 男子新人賞                  | 《我們沒有明天》     | 獲獎 |
| 2007 | 第3屆Pierson青年電影節      | 票選男子新人賞              | 《我們沒有明天》     | 獲獎 |
| 2007 | 第28屆青龍電影獎            | 最佳男新人                  | 《不喜歡的家》       | 提名 |
| 2008 | 第11屆Director's CUT Awards | 年度男子新人演技獎          | 《西洋古董洋果子店》 | 獲獎 |
| 2010 | 第24屆KBS演技大賞           | 男子新人演技賞              | 《成均館緋聞》       | 提名 |
| 2010 | 第24屆KBS演技大賞           | 網絡男子人氣獎              | 《成均館緋聞》       | 提名 |
| 2010 | 第24屆KBS演技大賞           | 最佳情侶賞(與宋仲基)        | 《成均館緋聞》       | 獲獎 |
| 2011 | 第47屆百想藝術大賞          | 電視部門 男子人氣賞         | 《成均館緋聞》       | 提名 |
| 2012 | 第3屆年度電影獎             | 年度發現獎                  | 《格鬥少年菀得》     | 獲獎 |
| 2012 | 第48屆百想藝術大賞          | 電影部門 男子人氣賞         | 《格鬥少年菀得》     | 提名 |
| 2012 | 第6屆Mnet20's Choice Awards | 男子Movie Star賞            | 《格鬥少年菀得》     | 提名 |
| 2012 | 第21屆釜日電影獎            | 最佳男演員                  | 《格鬥少年菀得》     | 提名 |
| 2012 | 第19屆SBS演技大賞           | 迷你劇部門 男子優秀演技賞   | 《時尚王》           | 提名 |
| 2012 | 第19屆SBS演技大賞           | 最佳情侶賞(與申世景)        | 《時尚王》           | 提名 |
| 2013 | 第49屆百想藝術大賞          | 電視部門 男子人氣賞         | 《時尚王》           | 提名 |
| 2013 | 第20屆SBS演技大賞           | 中篇劇部門 男子優秀演技賞   | 《張玉貞，為愛而生》 | 提名 |
| 2013 | 第20屆SBS演技大賞           | 最佳情侶賞(與金泰希)        | 《張玉貞，為愛而生》 | 提名 |
| 2014 | 第50屆百想藝術大賞          | 電影部門 男子人氣賞         | 《強哲》             | 提名 |
| 2014 | 第50屆百想藝術大賞          | 電視部門 男子最優秀演技賞   | 《密會》             | 提名 |
| 2014 | 第50屆百想藝術大賞          | 電視部門 男子人氣賞         | 《密會》             | 提名 |
| 2014 | 第7屆韓國電視劇節           | 男子最優秀賞                | 《密會》             | 提名 |
| 2014 | 第3屆APAN Star Awards       | 中篇電視劇 男子最優秀演技賞 | 《密會》             | 提名 |
| 2014 | 第10屆Annual Soompi Awards  | 最佳情侶賞(與金喜愛)        | 《密會》             | 提名 |
| 2015 | 第15屆大韓民國青少年電影節  | 人氣電影男演員              | 《辣手警探》         | 獲獎 |
| 2015 | 第35屆韓國電影評論家協會獎  | 男子演技賞                  | 《辣手警探》         | 提名 |
| 2015 | 第5屆美麗藝術人賞           | 電影藝術人賞                | 《辣手警探》         | 獲獎 |
| 2015 | 第21屆Cine21電影獎          | 年度最佳男演員              | 《辣手警探》         | 獲獎 |
| 2015 | 第4屆韓國電影演員協會       | 韓國演員獎                  | 《辣手警探》         | 獲獎 |
| 2015 | 第52屆大鐘獎                | 最佳男主角                  | 《辣手警探》         | 提名 |
| 2015 | 第52屆大鐘獎                | 最佳男主角                  | 《思悼》             | 提名 |
| 2015 | 第36屆青龍電影獎            | 最佳男主角                  | 《思悼》             | 獲獎 |
| 2015 | 第15屆大韓民國青少年電影節  | 人氣電影男演員              | 《思悼》             | 獲獎 |
| 2015 | 第35屆韓國電影評論家協會    | 男子演技賞                  | 《思悼》             | 提名 |
| 2015 | 第5屆美麗藝術人賞           | 電影藝術人賞                | 《思悼》             | 獲獎 |
| 2015 | 第21屆Cine21電影獎          | 年度最佳男演員              | 《思悼》             | 獲獎 |
| 2015 | 第4屆韓國電影演員協會       | 韓國演員獎                  | 《思悼》             | 獲獎 |
| 2015 | 第22屆SBS演技大賞           | 長篇劇部門 男子最優秀演技賞 | 《六龍飛天》         | 獲獎 |
| 2015 | 第22屆SBS演技大賞           | 最佳情侶賞(與申世景)        | 《六龍飛天》         | 獲獎 |
| 2015 | 第22屆SBS演技大賞           | 大賞                        | 《六龍飛天》         | 提名 |
| 2015 | 第22屆SBS演技大賞           | 製作人賞                    | 《六龍飛天》         | 提名 |
| 2015 | 第22屆SBS演技大賞           | 十大明星賞                  | 《六龍飛天》         | 獲獎 |
| 2016 | 第11屆Annual Soompi Awards  | 年度男演員賞                | 《六龍飛天》         | 獲獎 |
| 2016 | 第1屆亞洲明星盛典           | 電視劇部門 大賞             | 《六龍飛天》         | 提名 |
| 2016 | 第11屆首爾國際電視節        | 最佳男演員                  | 《六龍飛天》         | 提名 |
| 2016 | 第5屆Drama Fever Awards     | 最佳男演員                  | 《六龍飛天》         | 提名 |
| 2016 | 第52屆百想藝術大賞          | 電視部門 男子最優秀演技賞   | 《六龍飛天》         | 獲獎 |
| 2016 | 第52屆百想藝術大賞          | 電視部門 男子人氣賞         | 《六龍飛天》         | 提名 |
| 2016 | 第52屆百想藝術大賞          | 電影部門 男子最優秀演技賞   | 《思悼》             | 提名 |
| 2016 | 第52屆百想藝術大賞          | 電影部門 男子人氣賞         | 《思悼》             | 提名 |
| 2016 | 第7屆年度電影獎             | 最佳男演員                  | 《思悼》             | 獲獎 |
| 2016 | 第18屆亞洲影評人協會獎      | 最佳男主角                  | 《思悼》             | 提名 |
| 2016 | 第10屆亞洲電影大獎          | 亞洲飛躍演員大獎            | 《思悼》             | 獲獎 |
| 2016 | 第21屆春史電影賞            | 最佳男演員                  | 《思悼》             | 獲獎 |
| 2016 | 第36屆黃金攝影獎            | 最優秀男主角                | 《辣手警探》         | 獲獎 |
| 2016 | 第11屆Max Movie最佳電影獎   | 最佳男演員                  | 《辣手警探》         | 獲獎 |
| 2016 | 第16屆大韓民國青少年電影節  | 人氣電影男演員              | 《按讚情人》         | 獲獎 |
| 2018 | 第13屆Annual Soompi Awards  | 年度男演員                  | 《芝加哥打字機》     | 提名 |
| 2018 | 第27屆釜日電影獎            | 最佳男演員                  | 《燃燒烈愛》         | 提名 |
| 2018 | 第2屆The Seoul Awards       | 電影部門 最佳男演員         | 《燃燒烈愛》         | 提名 |
| 2018 | 第55屆大鐘獎                | 最佳男主角                  | 《燃燒烈愛》         | 提名 |
| 2018 | 第39屆青龍電影獎            | 最佳男主角                  | 《燃燒烈愛》         | 提名 |
| 2018 | 第5届豆瓣电影年度榜单       | 最受关注外语男演员          | 《燃燒烈愛》         | 提名 |
| 2019 | 第16屆國際影迷協會獎        | 最佳男主角                  | 《燃燒烈愛》         | 提名 |
| 2019 | 第17屆亞洲影評人協會獎      | 最佳男主角                  | 《燃燒烈愛》         | 提名 |
| 2019 | 第13屆亞洲電影大獎          | 最佳男主角                  | 《燃燒烈愛》         | 提名 |
| 2019 | 第55屆百想藝術大賞          | 電影部門 男子最優秀演技賞   | 《燃燒烈愛》         | 提名 |
| 2019 | 第55屆百想藝術大賞          | 男子人氣賞                  | 《燃燒烈愛》         | 提名 |
| 2019 | 第24屆春史電影賞            | 最佳男演員                  | 《燃燒烈愛》         | 提名 |
| 2020 | 第26屆Cine21電影獎          | 年度最佳男演員              | 《收屍人》           | 獲獎 |
| 2020 | 第26屆Cine21電影獎          | 年度最佳男演員              | 《＃ALIVE》          | 獲獎 |
| 2021 | 第15屆Fright Meter Awards   | 最佳男演員                  | 《＃ALIVE》          | 提名 |
| 2021 | 第41屆青龍電影獎            | 最佳男主角                  | 《收屍人》           | 獲獎 |
| 2021 | 第41屆青龍電影獎            | 人氣明星賞                  | 《收屍人》           | 獲獎 |
| 2021 | 第57屆百想藝術大獎          | 電影部門 男子最優秀演技獎   | 《收屍人》           | 獲獎 |
| 2021 | 第25屆加拿大奇幻電影節      | 最佳男演員                  | 《收屍人》           | 獲獎 |
| 2021 | 第30屆釜日電影獎            | 最佳男主角                  | 《收屍人》           | 獲獎 |
| 2021 | 第15屆亞洲電影大獎          | 最佳男主角                  | 《收屍人》           | 獲獎 |
| 2021 | 第26屆春史電影賞            | 最佳男演員                  | 《收屍人》           | 提名 |
| 2021 | 第6屆亞洲明星盛典           | 電影部門年度演員 大賞       | 《收屍人》           | 獲獎 |
| 2021 | 第6屆亞洲明星盛典           | Asia Celebrity Awards       | 《收屍人》           | 獲獎 |
| 2022 | 第20屆導演選擇獎            | 電影部門 年度男子演技獎     | 《收屍人》           | 提名 |
| 2022 | 第20屆導演選擇獎            | 電視部門 年度男子演技獎     | 《地獄公使》         | 提名 |
| 2022 | 第8屆APAN Star Awards       | OTT男子最優秀演技獎         | 《地獄公使》         | 提名 |
| 2022 | 第8屆APAN Star Awards       | 男子人氣獎                  | 《地獄公使》         | 提名 |
| 2025 | 第23屆導演選擇獎            | 最佳男演員獎                | 《终极对弈》         | 提名 |

## 榮譽列表
| 年度 | 頒獎典禮               | 獎項                   | 作品         | 結果  |
| 2011 | 《Style Icon Awards》  | 時尚偶像賞             | 不適用       | 獲獎  |
| 2012 | 《Style Icon Awards》  | 時尚偶像賞             | 不適用       | 獲獎  |
| 2016 | 《Style Icon Awards》  | 10大時尚指標賞         | 不適用       | 獲獎  |
| 2017 | 第19屆韓國攝影師協會獎 | 最上鏡演員獎           | 不適用       | 獲獎  |
| 2018 | 《The Playlist》       | 年度最佳表演           | 《燃燒烈愛》 | 第8名 |
| 2018 | 《ESQUIRE》            | 18年13大最佳演員       | 《燃燒烈愛》 | 第8名 |
| 2018 | 《The New York Times》 | 18年10大最佳演員       | 《燃燒烈愛》 | 第9名 |
| 2019 | 《Taste of Cinema》    | 10年代最細膩演技       | 《燃燒烈愛》 | 第8名 |
| 2020 | 《Marie Claire Korea》 | 20年奇幻電影類最佳演員 | 《收屍人》   | 第2名 |
| 2021 | 《YTN》                | 21年度最佳男演員       | 《地域公使》 | 第2名 |

## 備註
1. ↑  片中曾出現該角色的漢字印章，顯示其漢字名為「尹晶鶴」，多版中文字幕音譯為「尹正學」。

## 外部連結
-  Fan cafe AINESE （页面存档备份，存于）
-  劉亞仁的X（前Twitter）
-  劉亞仁的Instagram帳戶
-  劉亞仁的新浪微博